# Tinopsis dissitiflora
Tinopsis dissitiflora là một loài thực vật có hoa trong họ Bồ hòn. Loài này được (Baker) Capuron miêu tả khoa học đầu tiên năm 1969.